# Budai Ézsaiás
Budai Ézsaiás (Szilágypér, 1766. május 7. – Debrecen, 1841. július 14.) bölcsészet- és hittudós, író, történész, református lelkész, a Tiszántúli református egyházkerület püspöke 1822-től haláláig.

## Élete
Nemes Budai András és Tárnok Katalin fia volt. A debreceni főiskolán végezte tanulmányait, önerejéből, mivel korán árvaságra jutott. Tanárai – többek között – Paksi Szatmári István, Varjas János és Sinai Miklós voltak. Korán kitűnt a tanulásban, miután Késmárkon pár évet töltött, a debreceni kollégiumban előbb a költészeti osztály, majd az első éves diákok korrepetálója; contrascriba és senior korában a történelem helyettes tanára lett.
1792-től külföldi akadémiákra járt és Göttingenben tudósoklevelet szerzett. Ezen útja alkalmával Hollandiát és Angliát is meglátogatta. Hollandiában ismeretséget kötött a deventeri Atheneum magyar származású tanárával, Csernák Lászlóval, aki debreceni senior is volt és később is állandó összeköttetésben maradt vele. Oxfordban Uri Jánostól, a Bibliotheca Bodleiana keleti kézirattárának őrétől több könyvet is kapott mint debreceni könyvtárnok.
Hazatérve, 1794-ben a debreceni főiskolán a történelem, a görög és a római irodalom, 1808-ban pedig a hittudomány tanára lett. 1813. október 4-én egyszersmind egyházkerületi főjegyzővé választották. 1817-ben a göttingeni egyetemtől hittudományi oklevelet szerzett. 1821-ben debreceni első lelkésznek, 1822. augusztus 9-én a tiszántúli egyházkerület püspökévé választotta. 1828-ban a Magyar Tudományos Akadémia alapszabályainak kidolgozásával megbízott küldöttségnek tagja volt. 1831. február 15-én a Magyar Tudományos Akadémia tiszteleti tagjává választották. Gyászbeszédet Fésűs András református lelkész és Aranyi István főiskolai tanár mondottak fölötte; latin sírversét Péczely József tanár írta, miután 75 évesen, veseelégtelenségben elhunyt,
Arcképe: Magyar Tudományos Akadémia Évkönyve VI. k. 1845, rajzolta Barabás Miklós; acélba metszette Mayer K. Nürnbergben. A Magyar irók arczképcsarnoka II.-ben, Strohmayer litográfiája. Bécsben, 1859-ben kiadta Vahot Imre; olajképe a debreceni iskolai könyvtárban lévő festmény másolata a Magyar Tudományos Akadémia képgalériájában.

## Munkái
- Commentatio de causis culturae… Göttingae. 1794
- Közönséges história. Debreczen, 1800. (2. kiadás. Uo. 1811)
- Régi tudós világ históriája. Uo. 1802. E-változat (részlet) a Digitális Klasszika weboldalán REAL-R
- Halotti beszéd, melyet Kis Rhédei Lajos élete párja, Kohányi Katsándi Theresia asszony felett ápr. 15. 1804-ben mondott. Nagyvárad. 1804
- Oskolai magyar új átlás, kidolgozta és a mennyire lehetett a nemzet nyelvéhez alkalmaztatta. Debreczen, 1804
- Deák nyelv kezdete példákban. Uo. 1804. (2. kiadás. 1808. 3. k. 1816. 4. k. 1817. 5. k. 1827. 6. k. 1829. Uo. Ujabb kiadása ezen czímmel: Latin nyelv elemei példákban, bővítve és jegyz. kisérve kiadta Szűcs István. Uo. 1851)
- Magyarország históriája. Uo. 1805, 1808 és 1812. Három rész (I. rész. 2. megjobb. kiadás 1811. II. rész. 2. megjobb. k. 1814. III. rész 2. k…. Uo.; a három rész 3. kiadása Pest, 1833)
- Deák törzsökszók magyar jelentéseikkel együtt. Uo. 1809
- Régi római vagy deák irók élete. Uo. 1814
- Propaedeumata theologiae christianae. Uo. 1817
- Az Isten és a király félelme. Uo. 1826. (Egyházi tanítás. I. Ferencz szül. ünnepén.)
- A királyért való könyörgésnek a szent irásból vett formája. Uo. 1827. (I. Ferencz születés ünnepén.)
- A tiszta szivűek boldogsága. Uo. 1827. (Halotti beszéd Bellyei Erzsébet assz. Simonffy Sámuel özvegye utolsó tisztességére)
- Földi házból mennyeibe való költözés. Uo. 1827. (Halotti prédikáczió Kis Orbán István felett)
- Kegyes öröme és reménysége a hív alattvalóknak. Uo. 1828. (I. Ferencz szül. napján)

A nyírbátori református templomról értekezett a Tudományos Gyűjteményben (1822. II.)
Több iskolai kézikönyvet és klasszikus írókat jegyzetekkel ellátva bocsátott közre. A református énekeskönyvben a 6. és 27. sz. ének szerzője. Kiadta bátyjának, Budai Ferencnek Polgári Lexikonát Nagyváradon 1804–1805-ben három kötetben.

### Kéziratai
- Historia ecclesiastica, előadva 1819-ben, négy kötet;
- Theologia moralis, előadva 1818 és 1822-ben;
- Systemata diversorum christiana religionis coetum cum prudentia pastorali, et homiletika, előadva 1820. és 1821-ben;
- Theologia dogmatica cum historia eiusdem, előadva 1818 és 1819-ben.

(Mindegyik Széll Farkas ajándékaként került 1882-ben a Magyar Nemzeti Múzeum kézirattárába.)